# Liste der Baudenkmale in Aerzen
In der Liste der Baudenkmale in Aerzen sind die Baudenkmale der niedersächsischen Fleckens Aerzen und seiner Ortsteile aufgelistet.

## Allgemein
In den Spalten befinden sich folgende Informationen:
- Lage: die Adresse des Baudenkmales und die geographischen Koordinaten. Kartenansicht, um Koordinaten zu setzen. In der Kartenansicht sind Baudenkmale ohne Koordinaten mit einem roten Marker dargestellt und können in der Karte gesetzt werden. Baudenkmale ohne Bild sind mit einem blauen Marker gekennzeichnet, Baudenkmale mit Bild mit einem grünen Marker.
- Bezeichnung: Bezeichnung des Baudenkmales
- Beschreibung: die Beschreibung des Baudenkmales. Unter § 3 Abs. 2 NDSchG werden Einzeldenkmale und unter § 3 Abs. 3 NDSchG Gruppen baulicher Anlagen und deren Bestandteile ausgewiesen.
- ID: die Objekt-ID des Baudenkmales
- Bild: ein Bild des Baudenkmales, ggf. zusätzlich mit einem Link zu weiteren Fotos des Baudenkmals im Medienarchiv Wikimedia Commons. Wenn man auf das Kamerasymbol klickt, können Fotos zu Baudenkmalen aus dieser Liste hochgeladen werden:

## Aerzen
Baudenkmale im Ortsteil Aerzen.

### Gruppe: Schloss Aerzen
Die Gruppe „Schloss Aerzen“ hat die ID 31304344.

| Lage                                 | Bezeichnung       | Beschreibung                    | ID       | Bild           |
| ------------------------------------ | ----------------- | ------------------------------- | -------- | -------------- |
| Burgstraße 52° 3′ 1″ N, 9° 15′ 49″ O | Graft             |                                 | 31328106 |                |
| Burgstraße 52° 3′ 0″ N, 9° 15′ 50″ O | Schloss (Bauwerk) | Burg Aerzen, später Domänenburg | 31328126 | Weitere Bilder |

### Gruppe: Goldschlag 1, 2, 3, 4
Die Gruppe „Goldschlag 1, 2, 3, 4“ hat die ID 31304311.

| Lage                                    | Bezeichnung              | Beschreibung | ID       | Bild |
| --------------------------------------- | ------------------------ | ------------ | -------- | ---- |
| Goldschlag 1 52° 2′ 54″ N, 9° 15′ 48″ O | Wohn-/Wirtschaftsgebäude |              | 31328148 |      |
| Goldschlag 2 52° 2′ 53″ N, 9° 15′ 47″ O | Wohn-/Wirtschaftsgebäude |              | 31328170 |      |
| Goldschlag 3 52° 2′ 54″ N, 9° 15′ 46″ O | Wohn-/Wirtschaftsgebäude |              | 31328192 |      |
| Goldschlag 4 52° 2′ 54″ N, 9° 15′ 46″ O | Wohn-/Wirtschaftsgebäude |              | 31328214 |      |

### Gruppe: Grabdenkmale/Friedhof Ostertor
Die Gruppe „Grabdenkmale/Friedhof Ostertor“ hat die ID 31304355.

### Gruppe: Pöhlenstr. 3, 5, 7, 9
Die Gruppe „Pöhlenstr. 3, 5, 7, 9“ hat die ID 31304322.

| Lage                                      | Bezeichnung              | Beschreibung | ID       | Bild |
| ----------------------------------------- | ------------------------ | ------------ | -------- | ---- |
| Pöhlenstraße 3 52° 2′ 56″ N, 9° 15′ 46″ O | Wohnhaus                 |              | 31328547 | BW   |
| Pöhlenstraße 3 52° 2′ 55″ N, 9° 15′ 45″ O | Stall                    |              | 31328569 | BW   |
| Pöhlenstraße 5 52° 2′ 55″ N, 9° 15′ 45″ O | Wohn-/Wirtschaftsgebäude |              | 31328613 | BW   |
| Pöhlenstraße 7 52° 2′ 55″ N, 9° 15′ 44″ O | Wohn-/Wirtschaftsgebäude |              | 31328635 |      |
| Pöhlenstraße 9 52° 2′ 55″ N, 9° 15′ 44″ O | Wohn-/Wirtschaftsgebäude |              | 31328657 |      |

### Gruppe: Hofanlage Pöhlenstr. 22
Die Gruppe „Hofanlage Pöhlenstr. 22“ hat die ID 31304333.

| Lage                                       | Bezeichnung | Beschreibung | ID       | Bild |
| ------------------------------------------ | ----------- | ------------ | -------- | ---- |
| Pöhlenstraße 22 52° 2′ 54″ N, 9° 15′ 37″ O | Wohnhaus    |              | 31328679 |      |
| Pöhlenstraße 22 52° 2′ 55″ N, 9° 15′ 38″ O | Stall       |              | 31328701 |      |
| Pöhlenstraße 22 52° 2′ 54″ N, 9° 15′ 39″ O | Scheune     |              | 31328723 |      |

### Gruppe: Jüdischer Friedhof, Reher Weg
Die Gruppe „Jüdischer Friedhof, Reher Weg“ hat die ID 31304478.

| Lage                                 | Bezeichnung | Beschreibung              | ID       | Bild |
| ------------------------------------ | ----------- | ------------------------- | -------- | ---- |
| Reher Weg 52° 2′ 30″ N, 9° 15′ 23″ O | Friedhof    | Jüdischer Friedhof Aerzen | 31332264 |      |

### Einzelbaudenkmale
| Lage                                       | Bezeichnung              | Beschreibung        | ID       | Bild           |
| ------------------------------------------ | ------------------------ | ------------------- | -------- | -------------- |
| Bahnhofstraße 6 52° 2′ 51″ N, 9° 15′ 40″ O | Wohn-/Wirtschaftsgebäude |                     | 31328042 |                |
| Burgstraße 52° 2′ 57″ N, 9° 15′ 53″ O      | Scheune                  |                     | 31328063 |                |
| Burgstraße 52° 2′ 58″ N, 9° 15′ 55″ O      | Schafstall               |                     | 31328084 |                |
| Im Rampen 1 52° 2′ 51″ N, 9° 15′ 44″ O     | Wohn-/Wirtschaftsgebäude |                     | 31328236 |                |
| Kirchplatz 2 52° 2′ 55″ N, 9° 15′ 49″ O    | Verwaltungsgebäude       |                     | 31328257 |                |
| Osterstraße 2 52° 2′ 58″ N, 9° 15′ 59″ O   | Wohn-/Wirtschaftsgebäude |                     | 31328299 |                |
| Osterstraße 3 52° 2′ 57″ N, 9° 15′ 59″ O   | Wohn-/Wirtschaftsgebäude |                     | 31328320 |                |
| Osterstraße 9 52° 2′ 56″ N, 9° 15′ 57″ O   | Wohn-/Wirtschaftsgebäude |                     | 31328341 |                |
| Osterstraße 24 52° 2′ 54″ N, 9° 15′ 50″ O  | Kirche (Bauwerk)         | Marienkirche Aerzen | 31328362 | Weitere Bilder |
| Osterstraße 24 52° 2′ 53″ N, 9° 15′ 51″ O  | Kriegerdenkmal           |                     | 31328278 | Weitere Bilder |
| Osterstraße 26 52° 2′ 53″ N, 9° 15′ 49″ O  | Gasthaus                 | Deutsches Haus      | 31328383 |                |
| Osterstraße 31 52° 2′ 53″ N, 9° 15′ 51″ O  | Wohnhaus                 |                     | 31328404 |                |
| Osterstraße 43 52° 2′ 50″ N, 9° 15′ 48″ O  | Wohn-/Wirtschaftsgebäude |                     | 31328425 | BW             |
| Osterstraße 57 52° 2′ 48″ N, 9° 15′ 44″ O  | Gasthaus                 | Goldner Engel       | 31328446 |                |
| Pöhlenstraße 4 52° 2′ 56″ N, 9° 15′ 45″ O  | Wohn-/Wirtschaftsgebäude |                     | 31328591 | BW             |
| Puckmühle 1 52° 2′ 44″ N, 9° 13′ 33″ O     | Wohn-/Wirtschaftsgebäude |                     | 31328745 | BW             |
| Reher Weg 60 52° 2′ 19″ N, 9° 15′ 5″ O     | Scheune                  |                     | 31328766 | BW             |
| Tannenweg 8 52° 3′ 1″ N, 9° 15′ 55″ O      | Gasthaus                 | Zum alten Forsthaus | 31328787 |                |
| Wall 7 52° 2′ 52″ N, 9° 15′ 43″ O          | Wohn-/Wirtschaftsgebäude |                     | 31328809 |                |
| Zum Ahorn 52° 2′ 52″ N, 9° 14′ 24″ O       | Brücke (Bauwerk)         |                     | 31328830 | BW             |

## Dehmke
Baudenkmale im Ortsteil Dehmke.
| Lage                                        | Bezeichnung              | Beschreibung | ID       | Bild |
| ------------------------------------------- | ------------------------ | ------------ | -------- | ---- |
| Auf der Horst 4 52° 5′ 7″ N, 9° 15′ 16″ O   | Wohn-/Wirtschaftsgebäude |              | 31328937 | BW   |
| Dehmke 28 52° 5′ 16″ N, 9° 15′ 21″ O        | Wohn-/Wirtschaftsgebäude |              | 31328958 | BW   |
| Dehmke (K 29) 52° 5′ 1″ N, 9° 15′ 34″ O     | Kriegerdenkmal           |              | 31328917 | BW   |
| Zur Steinkuhle 3 52° 4′ 50″ N, 9° 16′ 39″ O | Backhaus                 |              | 31329042 | BW   |
| Zur Steinkuhle 5 52° 4′ 53″ N, 9° 16′ 40″ O | Wohn-/Wirtschaftsgebäude |              | 31332223 | BW   |

## Dehmkerbrock
Baudenkmale im Ortsteil Dehmkerbrock.

### Gruppe: Rittergut Posteholz
Die Gruppe „Rittergut Posteholz“ hat die ID 31304245.

| Lage                                           | Bezeichnung              | Beschreibung | ID       | Bild |
| ---------------------------------------------- | ------------------------ | ------------ | -------- | ---- |
| Posteholzer Straße 1 52° 5′ 19″ N, 9° 12′ 3″ O | Herrenhaus (Bauwerk)     |              | 31330896 |      |
| Posteholzer Straße 1 52° 5′ 19″ N, 9° 12′ 4″ O | Wirtschaftsgebäude       |              | 31330940 | BW   |
| Posteholzer Straße 1 52° 5′ 19″ N, 9° 12′ 6″ O | Wohn-/Wirtschaftsgebäude |              | 31330918 | BW   |
| Posteholzer Straße 1 52° 5′ 18″ N, 9° 12′ 6″ O | Torturm                  |              | 31332165 | BW   |
| Posteholzer Straße 1 52° 5′ 18″ N, 9° 12′ 6″ O | Kapelle (Bauwerk)        |              | 31332458 | BW   |
| Posteholzer Straße 1 52° 5′ 17″ N, 9° 12′ 5″ O | Wohnhaus                 |              | 31330874 | BW   |
| Posteholzer Straße 1 52° 5′ 16″ N, 9° 12′ 4″ O | Scheune                  |              | 31330962 | BW   |

### Einzelbaudenkmale
| Lage                                                | Bezeichnung              | Beschreibung | ID       | Bild |
| --------------------------------------------------- | ------------------------ | ------------ | -------- | ---- |
| Posteholzer Straße 1 52° 5′ 19″ N, 9° 12′ 0″ O      | Park                     |              | 31332319 | BW   |
| Am Fasanenhof 4 52° 5′ 34″ N, 9° 12′ 22″ O          | Wohn-/Wirtschaftsgebäude |              | 31330853 | BW   |
| Dehmkerbrocker Straße 11 52° 6′ 17″ N, 9° 14′ 20″ O | Wohn-/Wirtschaftsgebäude |              | 31329000 | BW   |
| Dehmkerbrocker Straße 22 52° 6′ 20″ N, 9° 14′ 33″ O | Wohn-/Wirtschaftsgebäude |              | 31328979 | BW   |
| Wördeholzer Straße 2 A, 52° 5′ 49″ N, 9° 14′ 21″ O  | Wohn-/Wirtschaftsgebäude |              | 31329021 | BW   |

## Egge
Baudenkmale im Ortsteil Egge.

### Gruppe: Erbbegräbnis, Friedhof Flakenholz
Die Gruppe „Erbbegräbnis, Friedhof Flakenholz“ hat die ID 31304467.

| Lage                                           | Bezeichnung  | Beschreibung         | ID       | Bild |
| ---------------------------------------------- | ------------ | -------------------- | -------- | ---- |
| Friedhof Flakenholz 52° 5′ 13″ N, 9° 11′ 16″ O | Erbbegräbnis | der Familie v. Alten | 31332284 | BW   |

### Einzelbaudenkmale
| Lage                                     | Bezeichnung              | Beschreibung | ID       | Bild |
| ---------------------------------------- | ------------------------ | ------------ | -------- | ---- |
| Egge 52° 4′ 50″ N, 9° 11′ 6″ O           | Kriegerdenkmal           |              | 31329084 | BW   |
| Egge 2 52° 4′ 48″ N, 9° 11′ 8″ O         | Scheune                  |              | 31329102 | BW   |
| Egge 4 b 52° 4′ 59″ N, 9° 11′ 4″ O       | Wohn-/Wirtschaftsgebäude |              | 31329145 | BW   |
| Egge 7 52° 4′ 55″ N, 9° 11′ 3″ O         | Wohn-/Wirtschaftsgebäude |              | 31329166 | BW   |
| Egge 15 52° 5′ 0″ N, 9° 10′ 48″ O        | Wohn-/Wirtschaftsgebäude |              | 31329187 | BW   |
| Schevelstein 4 52° 5′ 39″ N, 9° 9′ 56″ O | Wohn-/Wirtschaftsgebäude |              | 31331834 | BW   |
| Schevelstein 8 52° 5′ 45″ N, 9° 9′ 44″ O | Wohn-/Wirtschaftsgebäude |              | 31331855 | BW   |

## Gellersen
Baudenkmale im Ortsteil Gellersen.

### Gruppe: Hofanlage Kirschenstr. 25
Die Gruppe „Hofanlage Kirschenstr. 25“ hat die ID 31304366.

| Lage                                         | Bezeichnung              | Beschreibung | ID       | Bild |
| -------------------------------------------- | ------------------------ | ------------ | -------- | ---- |
| Kirschenstraße 25 52° 0′ 56″ N, 9° 18′ 42″ O | Wohn-/Wirtschaftsgebäude | Haupthaus    | 31329271 | BW   |
| Kirschenstraße 25 52° 0′ 55″ N, 9° 18′ 42″ O | Stall                    |              | 31329315 | BW   |
| Kirschenstraße 25 52° 0′ 55″ N, 9° 18′ 41″ O | Wohn-/Wirtschaftsgebäude | Leibzucht    | 31329293 | BW   |

### Einzelbaudenkmale
| Lage                                             | Bezeichnung              | Beschreibung | ID       | Bild |
| ------------------------------------------------ | ------------------------ | ------------ | -------- | ---- |
| Grantweg 2 52° 1′ 9″ N, 9° 18′ 25″ O             | Forsthaus                |              | 31329208 | BW   |
| Kirschenstraße 8 52° 1′ 1″ N, 9° 18′ 30″ O       | Wohn-/Wirtschaftsgebäude |              | 31329229 | BW   |
| Schustergasse 2 52° 1′ 4″ N, 9° 18′ 22″ O        | Wohn-/Wirtschaftsgebäude |              | 31329337 | BW   |
| Zum Gemeindebrunnen 2 52° 0′ 59″ N, 9° 18′ 39″ O | Wohn-/Wirtschaftsgebäude |              | 31329358 | BW   |
| Zum Gemeindebrunnen 9 52° 0′ 57″ N, 9° 18′ 41″ O | Wohn-/Wirtschaftsgebäude |              | 31329379 | BW   |

## Grießem
Baudenkmale im Ortsteil Grießem.

### Gruppe: Ehem. Mühle Aerzen
Die Gruppe „Ehem. Mühle Aerzen“ hat die ID 31304210.

| Lage                                     | Bezeichnung        | Beschreibung      | ID       | Bild |
| ---------------------------------------- | ------------------ | ----------------- | -------- | ---- |
| Lipper Straße 2 52° 1′ 6″ N, 9° 13′ 7″ O | Mühle (Baukomplex) | Ehem. Wassermühle | 31329400 | BW   |
| Lipper Straße 2 52° 1′ 7″ N, 9° 13′ 7″ O | Scheune            |                   | 31329422 | BW   |

### Gruppe: Hofanlage Grießem
Die Gruppe „Hofanlage Grießem“ hat die ID 31304199.

| Lage                                       | Bezeichnung   | Beschreibung | ID       | Bild |
| ------------------------------------------ | ------------- | ------------ | -------- | ---- |
| Oberer Anger 20 52° 0′ 45″ N, 9° 12′ 20″ O | Wohnhaus      |              | 31329444 | BW   |
| Oberer Anger 20 52° 0′ 46″ N, 9° 12′ 18″ O | Scheune       |              | 31329469 | BW   |
| Oberer Anger 20 52° 0′ 47″ N, 9° 12′ 19″ O | Nebengebäude  |              | 31329513 | BW   |
| Oberer Anger 20 52° 0′ 47″ N, 9° 12′ 20″ O | Scheune/Stall |              | 31329491 | BW   |

### Einzelbaudenkmale
| Lage                                           | Bezeichnung              | Beschreibung | ID       | Bild |
| ---------------------------------------------- | ------------------------ | ------------ | -------- | ---- |
| B 1, km 16,410 52° 0′ 52″ N, 9° 12′ 29″ O      | Grenzstein               |              | 31332044 | BW   |
| Oberer Anger 22 52° 0′ 45″ N, 9° 12′ 16″ O     | Wohn-/Wirtschaftsgebäude |              | 31329536 | BW   |
| Pyrmonter Straße 18 52° 0′ 47″ N, 9° 12′ 30″ O | Wohn-/Wirtschaftsgebäude |              | 31329578 | BW   |
| Ottos Höhe 52° 0′ 41″ N, 9° 12′ 33″ O          | Denkmal                  |              | 31329557 | BW   |
| L 426, km 16,400 52° 0′ 41″ N, 9° 12′ 34″ O    | Memorialstein            |              | 31332185 | BW   |

## Groß Berkel
Baudenkmale im Ortsteil Groß Berkel.

### Gruppe: Hofanlage An der Kirche 3
Die Gruppe „Hofanlage An der Kirche 3“ hat die ID 31304289.

| Lage                                       | Bezeichnung              | Beschreibung | ID       | Bild |
| ------------------------------------------ | ------------------------ | ------------ | -------- | ---- |
| An der Kirche 3 52° 3′ 53″ N, 9° 18′ 33″ O | Scheune                  |              | 31329599 | BW   |
| An der Kirche 3 52° 3′ 55″ N, 9° 18′ 33″ O | Wohn-/Wirtschaftsgebäude |              | 31329622 | BW   |

### Gruppe: Hofanlage An der Kirche 15
Die Gruppe „Hofanlage An der Kirche 15“ hat die ID 31304445.

| Lage                                        | Bezeichnung              | Beschreibung | ID       | Bild |
| ------------------------------------------- | ------------------------ | ------------ | -------- | ---- |
| An der Kirche 15 52° 3′ 55″ N, 9° 18′ 42″ O | Scheune                  |              | 31329710 | BW   |
| An der Kirche 15 52° 3′ 56″ N, 9° 18′ 41″ O | Wohn-/Wirtschaftsgebäude |              | 31329686 | BW   |
| An der Kirche 15 52° 3′ 58″ N, 9° 18′ 45″ O | Wassermühle              |              | 31329755 | BW   |

### Gruppe: Hofanlage Dibbetweg 8
Die Gruppe „Hofanlage Dibbetweg 8“ hat die ID 31304300.

| Lage                                  | Bezeichnung | Beschreibung | ID       | Bild |
| ------------------------------------- | ----------- | ------------ | -------- | ---- |
| Dibbetweg 8 52° 3′ 59″ N, 9° 18′ 8″ O | Wohnhaus    |              | 31329868 | BW   |
| Dibbetweg 8 52° 4′ 0″ N, 9° 18′ 7″ O  | Stall       |              | 31329890 | BW   |
| Dibbetweg 8 52° 3′ 59″ N, 9° 18′ 6″ O | Scheune     |              | 31329913 | BW   |

### Gruppe: Hofanlage Laatzer Straße 5
Die Gruppe „Hofanlage Laatzer Straße 5“ hat die ID 31304456.

| Lage                                          | Bezeichnung | Beschreibung | ID       | Bild |
| --------------------------------------------- | ----------- | ------------ | -------- | ---- |
| Laatzener Straße 5 52° 2′ 46″ N, 9° 18′ 38″ O | Scheune     |              | 31330744 | BW   |
| Laatzener Straße 5 52° 2′ 47″ N, 9° 18′ 38″ O | Wohnhaus    |              | 31332206 | BW   |

### Einzelbaudenkmale
| Lage                                          | Bezeichnung              | Beschreibung                    | ID       | Bild |
| --------------------------------------------- | ------------------------ | ------------------------------- | -------- | ---- |
| An der Kirche 10 52° 3′ 53″ N, 9° 18′ 36″ O   | Wohnhaus                 |                                 | 31329644 | BW   |
| An der Kirche 12 52° 3′ 54″ N, 9° 18′ 37″ O   | Kirche (Bauwerk)         | St. Johannis Kirche Groß Berkel | 31329665 |      |
| An der Kirche 15 52° 3′ 59″ N, 9° 18′ 44″ O   | Wehr (Stauanlage)        |                                 | 31332441 | BW   |
| An der Kirche 17 52° 3′ 55″ N, 9° 18′ 43″ O   | Pfarrhaus                |                                 | 31329777 | BW   |
| An der Kirche 17 52° 3′ 55″ N, 9° 18′ 45″ O   | Mauer                    |                                 | 44128380 | BW   |
| An der Kirche 20 52° 3′ 55″ N, 9° 18′ 38″ O   | Wohn-/Wirtschaftsgebäude |                                 | 31329798 | BW   |
| An der Kirche 28 52° 3′ 55″ N, 9° 18′ 40″ O   | Schule                   |                                 | 31329819 |      |
| Dorfstraße 5 52° 3′ 51″ N, 9° 18′ 40″ O       | Scheune                  |                                 | 31329935 | BW   |
| Dorfstraße 9 52° 3′ 51″ N, 9° 18′ 36″ O       | Wohn-/Wirtschaftsgebäude |                                 | 31329956 | BW   |
| Dorfstraße 40 52° 3′ 55″ N, 9° 18′ 20″ O      | Wohnhaus                 |                                 | 31329977 | BW   |
| Dorfstraße 44 52° 3′ 54″ N, 9° 18′ 19″ O      | Wohn-/Wirtschaftsgebäude |                                 | 31329998 | BW   |
| L 432, km 0,030 52° 3′ 54″ N, 9° 18′ 15″ O    | Brücke (Bauwerk)         | Brücke über WL Humme            | 31330041 |      |
| Hamelner Straße 2 52° 3′ 55″ N, 9° 18′ 15″ O  | Wohnhaus                 |                                 | 31330019 | BW   |
| Laatzener Straße 1 52° 2′ 43″ N, 9° 18′ 35″ O | Wohnhaus                 |                                 | 31330723 | BW   |
| Waalsen 1 52° 4′ 12″ N, 9° 17′ 24″ O          | Wohnhaus                 |                                 | 31331981 | BW   |

## Grupenhagen
Baudenkmale im Ortsteil Grupenhagen.

### Gruppe: Hofanlage Nr. 25
Die Gruppe „Hofanlage Nr. 25“ hat die ID 31304377.

| Lage                                              | Bezeichnung              | Beschreibung | ID       | Bild |
| ------------------------------------------------- | ------------------------ | ------------ | -------- | ---- |
| Bösingfelder Straße 25 52° 4′ 25″ N, 9° 13′ 28″ O | Wohn-/Wirtschaftsgebäude |              | 31330231 | BW   |
| Bösingfelder Straße 25 52° 4′ 25″ N, 9° 13′ 27″ O | Nebengebäude             |              | 31330253 | BW   |

### Gruppe: Hofanlage Grupenhagen
Die Gruppe „Hofanlage Grupenhagen“ hat die ID 31304388.

| Lage                                                | Bezeichnung              | Beschreibung | ID       | Bild |
| --------------------------------------------------- | ------------------------ | ------------ | -------- | ---- |
| Bösingfelder Straße 27 52° 4′ 22″ N, 9° 13′ 27″ O   | Wohnhaus                 |              | 31330319 | BW   |
| Bösingfelder Straße 27 52° 4′ 22″ N, 9° 13′ 28″ O   | Wohn-/Wirtschaftsgebäude |              | 31330275 | BW   |
| Bösingfelder Straße 27 a 52° 4′ 21″ N, 9° 13′ 28″ O | Wohn-/Wirtschaftsgebäude |              | 31330297 | BW   |

### Einzelbaudenkmale
| Lage                                              | Bezeichnung              | Beschreibung | ID       | Bild |
| ------------------------------------------------- | ------------------------ | ------------ | -------- | ---- |
| L 432, km 9,151 52° 4′ 0″ N, 9° 10′ 58″ O         | Grenzstein               |              | 31332129 | BW   |
| 52° 4′ 10″ N, 9° 12′ 16″ O                        | Brücke (Bauwerk)         |              | 31330085 | BW   |
| Grupenhäger Bruch 22 52° 4′ 6″ N, 9° 12′ 37″ O    | Wohn-/Wirtschaftsgebäude |              | 31330448 | BW   |
| Beberbachweg 1 52° 4′ 21″ N, 9° 13′ 22″ O         | Wohn-/Wirtschaftsgebäude |              | 31330126 | BW   |
| Biesemeyerweg 1 52° 4′ 21″ N, 9° 13′ 27″ O        | Wohn-/Wirtschaftsgebäude |              | 31330147 | BW   |
| Bösingfelder Straße 18 52° 4′ 27″ N, 9° 13′ 31″ O | Wohn-/Wirtschaftsgebäude |              | 31330168 | BW   |
| Bösingfelder Straße 22 52° 4′ 27″ N, 9° 13′ 25″ O | Scheune                  |              | 31330189 | BW   |
| Bösingfelder Straße 24 52° 4′ 24″ N, 9° 13′ 26″ O | Wohn-/Wirtschaftsgebäude |              | 31330210 | BW   |
| Saakes Kamp 1 52° 4′ 29″ N, 9° 13′ 21″ O          | Scheune                  |              | 31330341 | BW   |
| Saakes Kamp 6 52° 4′ 32″ N, 9° 13′ 16″ O          | Wohn-/Wirtschaftsgebäude |              | 31330362 | BW   |
| Saakes Kamp 7 52° 4′ 32″ N, 9° 13′ 14″ O          | Wohn-/Wirtschaftsgebäude |              | 31330383 | BW   |
| 52° 4′ 27″ N, 9° 13′ 50″ O                        | Kriegerdenkmal           |              | 31330065 |      |
| 52° 4′ 20″ N, 9° 13′ 43″ O                        | Brücke (Bauwerk)         |              | 31330105 | BW   |

## Herkendorf
Baudenkmale im Ortsteil Herkendorf.

### Gruppe: Hofanlage Auf dem Brink 9, 11
Die Gruppe „Hofanlage Auf dem Brink 9, 11“ hat die ID 31304267.

| Lage                                        | Bezeichnung              | Beschreibung | ID       | Bild |
| ------------------------------------------- | ------------------------ | ------------ | -------- | ---- |
| Auf dem Brink 9 52° 6′ 22″ N, 9° 15′ 29″ O  | Scheune                  |              | 31330575 | BW   |
| Auf dem Brink 9 52° 6′ 22″ N, 9° 15′ 28″ O  | Wohn-/Wirtschaftsgebäude |              | 31330553 | BW   |
| Auf dem Brink 11 52° 6′ 23″ N, 9° 15′ 29″ O | Wohn-/Wirtschaftsgebäude |              | 31330595 | BW   |

### Einzelbaudenkmale
| Lage                                           | Bezeichnung              | Beschreibung | ID       | Bild |
| ---------------------------------------------- | ------------------------ | ------------ | -------- | ---- |
| Auf dem Brink 3 52° 6′ 19″ N, 9° 15′ 17″ O     | Wohn-/Wirtschaftsgebäude |              | 31330532 | BW   |
| Buddeskampweg 1 52° 6′ 21″ N, 9° 14′ 58″ O     | Wohn-/Wirtschaftsgebäude |              | 31330617 | BW   |
| Hemeringer Straße 2 52° 6′ 36″ N, 9° 15′ 49″ O | Wohn-/Wirtschaftsgebäude |              | 31330660 | BW   |

## Königsförde
Baudenkmale im Ortsteil Königsförde.

### Gruppe: Arbeiterwohnhaus Rittergut Schwöbber 1, 2
Die Gruppe „Arbeiterwohnhaus Rittergut Schwöbber“ hat die ID 31304433.

| Lage                                  | Bezeichnung | Beschreibung         | ID       | Bild |
| ------------------------------------- | ----------- | -------------------- | -------- | ---- |
| Schwöbber 1 52° 4′ 16″ N, 9° 15′ 8″ O | Wohnhaus    | Gutsarbeiterwohnhaus | 31331677 | BW   |
| Schwöbber 2 52° 4′ 17″ N, 9° 15′ 9″ O | Wohnhaus    | Gutsarbeiterwohnhaus | 31331699 | BW   |

### Gruppe: Arbeiterwohnhaus Rittergut Schwöbber 3
Die Gruppe „Arbeiterwohnhaus Rittergut Schwöbber“ hat die ID 31304421.

| Lage                                  | Bezeichnung | Beschreibung         | ID       | Bild |
| ------------------------------------- | ----------- | -------------------- | -------- | ---- |
| Schwöbber 3 52° 4′ 16″ N, 9° 15′ 2″ O | Wohnhaus    | Gutsarbeiterwohnhaus | 31331722 | BW   |
| Schwöbber 3 52° 4′ 16″ N, 9° 15′ 2″ O | Stall       |                      | 31331744 | BW   |

### Gruppe: Wohnhaus mit Nebengebäuden
Die Gruppe „Wohnhaus mit Nebengebäuden“ hat die ID 31304399.

| Lage                                   | Bezeichnung | Beschreibung     | ID       | Bild |
| -------------------------------------- | ----------- | ---------------- | -------- | ---- |
| Schwöbber 4 52° 4′ 18″ N, 9° 14′ 44″ O |             | Arbeiterwohnhaus | 31330404 | BW   |
| Schwöbber 4 52° 4′ 19″ N, 9° 14′ 44″ O |             | Stall            | 31330426 | BW   |

### Gruppe: Schloss Schwöbber
Die Gruppe „Schloss Schwöbber“ hat die ID 31304410.

| Lage                                   | Bezeichnung        | Beschreibung        | ID       | Bild |
| -------------------------------------- | ------------------ | ------------------- | -------- | ---- |
| Schwöbber 8 52° 4′ 5″ N, 9° 15′ 10″ O  | Wohnhaus           | Rittergut Schwöbber | 31331788 | BW   |
| Schwöbber 5 52° 4′ 11″ N, 9° 14′ 55″ O | Mühle (Baukomplex) | Rittergut Schwöbber | 31331766 | BW   |
| Schwöbber 9 52° 4′ 14″ N, 9° 15′ 14″ O | Brücke (Bauwerk)   | Rittergut Schwöbber | 31331563 | BW   |
| Schwöbber 9 52° 4′ 12″ N, 9° 15′ 0″ O  | Garten             | Rittergut Schwöbber | 31331539 |      |
| Schwöbber 9 52° 4′ 8″ N, 9° 15′ 1″ O   | Eiskeller          | Rittergut Schwöbber | 31331539 | BW   |
| Schwöbber 9 52° 4′ 6″ N, 9° 15′ 4″ O   | Kapelle (Bauwerk)  | Rittergut Schwöbber | 31331517 |      |
| Schwöbber 9 52° 4′ 5″ N, 9° 15′ 7″ O   | Scheune            | Rittergut Schwöbber | 31331655 | BW   |
| Schwöbber 9 52° 4′ 9″ N, 9° 15′ 5″ O   | Schloss (Bauwerk)  | Schwöbber           | 31331810 |      |
| Schwöbber 9 52° 4′ 9″ N, 9° 15′ 8″ O   | Garten             | Rittergut Schwöbber | 31331631 |      |
| Schwöbber 9 52° 4′ 7″ N, 9° 15′ 9″ O   | Pavillon (Bauwerk) | Rittergut Schwöbber | 31331493 | BW   |
| Schwöbber 9 52° 4′ 9″ N, 9° 15′ 10″ O  | Pavillon (Bauwerk) | Rittergut Schwöbber | 31331469 | BW   |
| Schwöbber 9 52° 4′ 11″ N, 9° 15′ 8″ O  | Graft              | Rittergut Schwöbber | 31331611 |      |
| Schwöbber 9 52° 4′ 10″ N, 9° 14′ 56″ O | Brücke (Bauwerk)   | Rittergut Schwöbber | 31331587 | BW   |

### Einzelbaudenkmale
| Lage                                           | Bezeichnung              | Beschreibung | ID       | Bild |
| ---------------------------------------------- | ------------------------ | ------------ | -------- | ---- |
| Aerzener Straße 1 52° 3′ 57″ N, 9° 16′ 11″ O   | Wohn-/Wirtschaftsgebäude |              | 31330681 | BW   |
| Dehmker Straße 1 52° 4′ 13″ N, 9° 16′ 5″ O     | Wohn-/Wirtschaftsgebäude |              | 31330702 | BW   |
| Grupenhagen Kuhle 2 52° 4′ 13″ N, 9° 15′ 28″ O | Wohn-/Wirtschaftsgebäude |              | 31330511 | BW   |
| Grupenhagen Kuhle 3 52° 4′ 12″ N, 9° 15′ 25″ O | Wohn-/Wirtschaftsgebäude |              | 31330469 | BW   |
| Grupenhagen Kuhle 4 52° 4′ 14″ N, 9° 15′ 24″ O | Scheune/Stall            |              | 31330490 | BW   |

## Multhöpen
Baudenkmale im Ortsteil Multhöpen.
| Lage                                      | Bezeichnung      | Beschreibung | ID       | Bild |
| ----------------------------------------- | ---------------- | ------------ | -------- | ---- |
| Buschweg 52° 4′ 48″ N, 9° 14′ 38″ O       | Kriegerdenkmal   |              | 31330768 | BW   |
| Heinemannweg 1 52° 4′ 49″ N, 9° 14′ 22″ O | Steinplattenzaun |              | 31330789 | BW   |

## Reher
Baudenkmale im Ortsteil Reher.

### Gruppe: Gutshof Theresiental
Die Gruppe „Gutshof Theresiental“ hat die ID 31304234.

| Lage                                      | Bezeichnung  | Beschreibung | ID       | Bild |
| ----------------------------------------- | ------------ | ------------ | -------- | ---- |
| Theresiental 1 52° 1′ 59″ N, 9° 14′ 27″ O | Wohnhaus     |              | 31331308 | BW   |
| Hauptstraße 10 52° 1′ 58″ N, 9° 14′ 30″ O | Nebengebäude |              | 31331134 | BW   |
| Hauptstraße 10 52° 1′ 58″ N, 9° 14′ 29″ O | Wohnhaus     |              | 31331090 | BW   |
| Hauptstraße 10 52° 1′ 57″ N, 9° 14′ 28″ O | Stall        |              | 31331157 | BW   |
| Hauptstraße 10 52° 1′ 56″ N, 9° 14′ 27″ O | Scheune      |              | 31331112 | BW   |

### Gruppe: Wohnwirtschaftsgebäude Aerzen
Die Gruppe „Wohnwirtschaftsgebäude Aerzen“ hat die ID 31304222.

| Lage                                      | Bezeichnung              | Beschreibung | ID       | Bild |
| ----------------------------------------- | ------------------------ | ------------ | -------- | ---- |
| Hauptstraße 92 52° 1′ 33″ N, 9° 13′ 34″ O | Wohn-/Wirtschaftsgebäude |              | 31331220 | BW   |
| Hauptstraße 94 52° 1′ 32″ N, 9° 13′ 33″ O | Wohn-/Wirtschaftsgebäude |              | 31331242 | BW   |
| Hauptstraße 96 52° 1′ 32″ N, 9° 13′ 32″ O | Wohn-/Wirtschaftsgebäude |              | 31331264 | BW   |

### Einzelbaudenkmale
| Lage                                        | Bezeichnung              | Beschreibung | ID       | Bild |
| ------------------------------------------- | ------------------------ | ------------ | -------- | ---- |
| Theresiental 52° 2′ 0″ N, 9° 14′ 27″ O      | Brücke (Bauwerk)         |              | 31331286 | BW   |
| Amboßweg 2 52° 1′ 48″ N, 9° 14′ 5″ O        | Scheune                  |              | 31331006 | BW   |
| Förden 8 52° 1′ 49″ N, 9° 13′ 57″ O         | Wohn-/Wirtschaftsgebäude |              | 31331048 | BW   |
| Hauptstraße (B 1) 52° 1′ 48″ N, 9° 14′ 1″ O | Kriegerdenkmal           |              | 31331027 | BW   |
| Hauptstraße 55 52° 1′ 45″ N, 9° 14′ 1″ O    | Scheune                  |              | 31331177 | BW   |
| Hauptstraße 76 52° 1′ 43″ N, 9° 13′ 51″ O   | Wohn-/Wirtschaftsgebäude |              | 31331198 | BW   |
| Hauptstraße 52° 1′ 39″ N, 9° 13′ 44″ O      | Kirche (Bauwerk)         |              | 31331069 | BW   |

## Reinerbeck
Baudenkmale im Ortsteil Reinerbeck.

### Duensen
Baudenkmale in der Ortslage Duensen.

| Lage                                             | Bezeichnung              | Beschreibung | ID       | Bild |
| ------------------------------------------------ | ------------------------ | ------------ | -------- | ---- |
| K 36, km 6,725 (nord) 52° 2′ 22″ N, 9° 10′ 28″ O | Grenzstein               |              | 31332002 | BW   |
| K 36, km 6,725 (süd) 52° 2′ 21″ N, 9° 10′ 28″ O  | Grenzstein               |              | 31332108 | BW   |
| Duenser Weg 3 52° 2′ 28″ N, 9° 11′ 0″ O          | Wohn-/Wirtschaftsgebäude |              | 31329063 | BW   |

### Reine
Baudenkmale in der Ortslage Reine.

| Lage                                       | Bezeichnung              | Beschreibung | ID       | Bild |
| ------------------------------------------ | ------------------------ | ------------ | -------- | ---- |
| Reiner Straße 13 52° 3′ 5″ N, 9° 10′ 35″ O | Wohn-/Wirtschaftsgebäude |              | 31331330 | BW   |
| Reiner Straße 20 52° 3′ 5″ N, 9° 10′ 35″ O | Wohn-/Wirtschaftsgebäude |              | 31331351 | BW   |

### Reinerbeck
Baudenkmale in der Ortslage Reinerbeck.

| Lage                                             | Bezeichnung              | Beschreibung | ID       | Bild |
| ------------------------------------------------ | ------------------------ | ------------ | -------- | ---- |
| Alverdisser Straße 7 52° 2′ 25″ N, 9° 11′ 57″ O  | Wohn-/Wirtschaftsgebäude |              | 31331385 | BW   |
| Alverdisser Straße 10 52° 2′ 26″ N, 9° 11′ 58″ O | Gasthaus                 |              | 31331406 | BW   |
| Alverdisser Straße 18 52° 2′ 36″ N, 9° 11′ 32″ O | Wohn-/Wirtschaftsgebäude |              | 31331427 | BW   |
| Vorm Berge 6 52° 2′ 48″ N, 9° 11′ 40″ O          | Backhaus                 |              | 31331448 | BW   |

## Selxen
Baudenkmale im Ortsteil Selxen.

### Gruppe: Hofanlage Altenburg
Die Gruppe „Hofanlage Altenburg“ hat die ID 31304278.

| Lage                                  | Bezeichnung              | Beschreibung       | ID       | Bild |
| ------------------------------------- | ------------------------ | ------------------ | -------- | ---- |
| Alteburg 1 52° 3′ 33″ N, 9° 16′ 33″ O | Herrenhaus (Bauwerk)     |                    | 31328873 | BW   |
| Alteburg 1 52° 3′ 33″ N, 9° 16′ 30″ O | Wohn-/Wirtschaftsgebäude | Gärtnerhaus, ehem. | 31328851 | BW   |

### Einzelbaudenkmale
| Lage                                       | Bezeichnung              | Beschreibung  | ID       | Bild |
| ------------------------------------------ | ------------------------ | ------------- | -------- | ---- |
| Selxer Straße 52° 3′ 44″ N, 9° 17′ 3″ O    | Brücke (Bauwerk)         | über WL Hamme | 31331897 | BW   |
| Selxer Straße 52° 3′ 41″ N, 9° 17′ 4″ O    | Brücke (Bauwerk)         |               | 31331918 | BW   |
| Selxer Straße 10 52° 3′ 42″ N, 9° 17′ 6″ O | Scheune                  |               | 31331939 | BW   |
| Selxer Straße 19 52° 3′ 36″ N, 9° 17′ 9″ O | Wohn-/Wirtschaftsgebäude |               | 31331960 | BW   |